# Lind (Zirndorf)
Lind is een plaats in de Duitse gemeente Zirndorf, deelstaat Beieren.